# Закутинецька сільська рада
Закутинецька сільська рада — колишня адміністративно-територіальна одиниця та орган місцевого самоврядування у Білопільському, Козятинському і Бердичівському районах Вінницької й Житомирської областей Української РСР та України з адміністративним центром у с. Закутинці.

## Населені пункти
Сільській раді були підпорядковані населені пункти:
- с. Закутинці
- с. Малі Гадомці
- с. Сингаївка

## Населення
Відповідно до перепису населення СРСР, станом на 17 грудня 1926 року, чисельність населення ради становила 1 358 осіб, з них, за статтю: чоловіків — 647, жінок — 711; етнічний склад: українців — 1 342, росіян — 1, євреїв — 6, поляків — 7, інші — 2. Кількість господарств — 310, з них несільського типу — 8.
Відповідно до результатів перепису населення СРСР, кількість населення ради, станом на 12 січня 1989 року, становила 835 осіб.
Станом на 5 грудня 2001 року, відповідно до перепису населення України, кількість мешканців сільської ради становила 702 особи.

### Мова
Розподіл населення за рідною мовою за даними перепису 2001 року:
| Мова       | Відсоток |
| ---------- | -------- |
| українська | 99,15 %  |
| російська  | 0,71 %   |
| вірменська | 0,14 %   |

## Склад ради
Рада складалася з 15 депутатів та голови.

## Керівний склад сільської ради
| ПІБ                        | Основні відомості                                                 | Дата обрання | Дата звільнення |
| -------------------------- | ----------------------------------------------------------------- | ------------ | --------------- |
| Ващенко Микола Миколайович | Сільський голова, 1959 року народження, освіта, безпартійний      | 26.03.2006   | 31.10.2010      |
| Ващенко Микола Миколайович | Сільський голова, 1959 року народження, освіта вища, безпартійний | 31.10.2010   |                 |

Примітка: таблиця складена за даними джерела.

## Історія
Створена 1923 року в складі сіл Закутинці та Малі Гадомці Пузирецької волості Бердичівського повіту Київської губернії. Станом на 17 грудня 1926 року на обліку в раді перебувало поселення призаводського господарства Призавгосп.
Станом на 1 вересня 1946 року сільська рада входила до складу Козятинського району Вінницької області, на обліку в раді перебували села Закутинці та Малі Гадомці.
11 серпня 1954 року, внаслідок виконання указу Президії Верховної ради УРСР «Про укрупнення сільських рад по Житомирській області», до складу ради приєднано с. Сингаївка ліквідованої Сингаївської сільської ради Бердичівського району.
На 1 січня 1972 року сільська рада входила до складу Бердичівського району Житомирської області, на обліку в раді перебували села Закутинці, Малі Гадомці та Сингаївка.
Припинила існування 30 грудня 2016 року через об'єднання до складу Семенівської сільської територіальної громади Бердичівського району Житомирської області.
Входила до складу Білопільського (7.03.1923 р.), Бердичівського (17.06.1925 р., 13.06.1950 р.) та Козятинського (15.09.1930 р.) районів.